# KK Sukošan
KK Sukošan je hrvatski košarkaški klub iz Sukošana. 

### Sezona 2013./14.
U natjecateljskoj sezoni 2013./14. košarkaški klub Sukošan natječe se u A-2 hrvatskoj košarkaškoj ligi.
Igrači u sezoni 2013./14. su igrači iz juniorske ekipe KK Sukošana: Luka Čirljak, Jure Perić, Vinko Glavan, Marin Knežević, Damir Tepša, Vlatko Šaran, Domagoj Brzić, te igrači pridošli iz KK Sonik-Puntamika: Marko Mrkić, Josip Mrkić, Josip Krešan, Ante Dević, Andrija Hoti i Ivo Pavić.

## Vanjske poveznice
- Profil kluba na eurobasket.com